# Warrenton (Południowa Afryka)
Warrenton – miasto, zamieszkane przez 5905 ludzi (2011), w Republice Południowej Afryki, w Prowincji Przylądkowej Północnej.
Warrenton leży nad brzegiem rzeki Vaal. Ma charakter rolniczy. Zostało założone w roku 1880 i nazwane imieniem sir Charlesa Warrena. Aż do 1926 roku wydobywano w okolicach miasta diamenty.